# マリュト・ロリグ
マリュト・ロリグ（Anne Marjut Astrid Rolig-Lukkarinen、旧姓ルッカリネンLukkarinen、1966年2月4日 - ）は、フィンランド、ウーシマー県ロホヤ出身の元クロスカントリースキー選手。1990年代に国際大会で活躍した。

## プロフィール
1990年12月8日にクロスカントリースキー・ワールドカップへデビュー、パシュート8位となると、1991年ノルディックスキー世界選手権代表に選出され、15km、10kmとも9位、5km6位、リレー4位と安定した成績を残した。
1992年のアルベールビルオリンピックでは5kmで金、15kmで銀、パシュートとリレーで4位、30km10位と大活躍、このシーズンのワールドカップ総合も自己最高の4位となった。これらの実績により1992年のフィンランドスポーツウーマンオブザイヤー(Finnish Sports Personality of the Year)を受賞した。
1992年6月にフィンランドスキーチームのサービスマネージャであったPetri Roliginと結婚した。
1993年ノルディックスキー世界選手権では15kmで銅メダルを獲得、リレー4位、5km7位、パシュート9位、また1994年リレハンメルオリンピックでは5km14位、パシュート21位、リレー4位、30km8位の成績を残した。
このシーズン限りで現役を引退したあとはセラピストとして働く傍ら、フィンランドオリンピック委員会と選手委員会のメンバーとなっている。